# 샤먼시
샤먼(중국어 정체자: 廈門, 병음: Xiàmén (샤먼), 한국한자음: 하문)은 중국 푸젠성 남부에 있는 지급시로, 국제적으로는 아모이(Amoy)로도 알려져 있다
푸젠성 내에서는 가장 큰 도시다. 중국의 5대 경제 특구 중 하나이고, 부성급 시로도 지정되어 있다．

## 시명
일찍이 도시의 이름은 '下門'으로 쓰였고 이것은 "낮은 문"을 의미하는데 이것은 아마 주룽강의 하구에 위치하기 때문에 붙여진 이름인 것으로 보인다. "下門"은 호키엔어(민난어의 일종)의 장저우 방언로 'Ē-mûi'로 발음되는데 이것은 "'아모이"라는 이름의 근원이 되었다. 이 방언은 여전히 도시의 서쪽과 남서쪽에서 사용된다. 샤먼은 조계시대 이후로 Amoy란 이름으로 국제적으로 널리 알려지게 되었다.
훗날 정부 당국은 下門이라는 이름이 세련되지 못하다고 하여 도시의 이름을 厦門으로 바꿨다. 이 이름은 만다린어로는 발음이 같지만 민난어로는 다르다(고 알려져 있다). 下門의 복건어(위에서 '푸젠화'로 소개됨)로 발음되는 이름은 여전히 사용되고 있다.

## 역사
진나라 때는 진안군 동안현이었다.
송(宋)대 이후는 천주부(泉州府) 동안현(同安縣)에 소속되었다. 가화서(嘉禾嶼)라는 섬으로 불렸다.
명(明)대에는 1378년 하문성(廈門城)이 축조되고, 하문(廈門)이라는 이름이 생겼다.
청(淸) 순치(順治) 7년, 남명(南明) 영력(永曆) 4년에 해당하는 1650년, 정성공이 근거지로 삼았다.
순치 12년(1655) 명나라를 생각한다는 의미의 사명주(思明州)를 설치하였다.
강희(康熙) 2년(1663), 사명현(思明縣)으로 격하되었다.
강희 19년(1680), 사명현이 철폐되었다.
강희 23년(1684), 민해관(閩海關)이 설치되었다. 또한 대하병비도(臺廈兵備道)가 설치되었으며 도윤(道尹)은 대만부(臺灣府) 관청에 주둔하였다.(옹정(雍正) 6년(1728) 대만부는 대만도(臺灣道)로 변경된다.)
강희 24년(1685) 5월, 정식으로 대외업무를 처리하였다.
강희 25년(1686), 하문해방동지(廈門海防同知)를 설치하였다. 천주부동지(泉州府同知)를 분리시켜 하문에 관아를 설치하였다.
강희 28년(1689) 영국동인도공사 화물선이 하문에서 여러 차례 직접 중국 차를 수입하여 영국으로 가져갔다.
옹정 5년(1727), 흥천도(興泉道) 관아가 천주에서 하문으로 이전하였다. 후에 흥천도는 흥천영도(興泉永道)로 바뀐다.
건륭(乾隆) 22년(1757), 광주(廣州) 일구통상(一口通商) 체제, 즉 캔톤 시스템(Canton system)이 실행되면서 하문을 포함한 여타 다른 해관들은 문을 닫게 되었다.
1841년 아편전쟁에서 영국군에 점령되어, 1842년 난징조약에 의해 외국에 개항을 하고, 1860년부터는 우롱차의 적출항으로 외국에 이름이 알려지게 되었다. 1862년 영국 조계가, 1902년에는 고랑서(鼓浪嶼, 구랑위) 공동조계가 설치되고, 외국 상사와 회사들이 진출하게 되었다. 그 후 아모이의 우롱차는 일본과 대만의 경쟁에 뒤처져 쇠퇴하게 되었다. 또 대만과의 무역도 일본의 대만 점유에 의해 쇠퇴하였다.
아모이에 대량의 이민지들이 생겨나 무역은 유지되게 되었다. 또 20세기가 되면서 동남아로부터 화교의 투자가 시작되었다. 1935년 아모이의 시제도가 성립되었지만, 1938년에 일본 해군에 의해 점령되게 되고, 해방이 될 때까지 지속된다. 그 후 국공내전으로 1949년 10월에 중국공산당에 의해 점령되었다. 중화인민공화국 성립 후 1973년 동안현을 흡수하고 1997년 동안구가 되었다. 개혁개방정책에 의해 1981년에 경제특구가 설치되고, 주로 대만 연안의 자본을 모아 경제발전을 이루었다.

## 지리

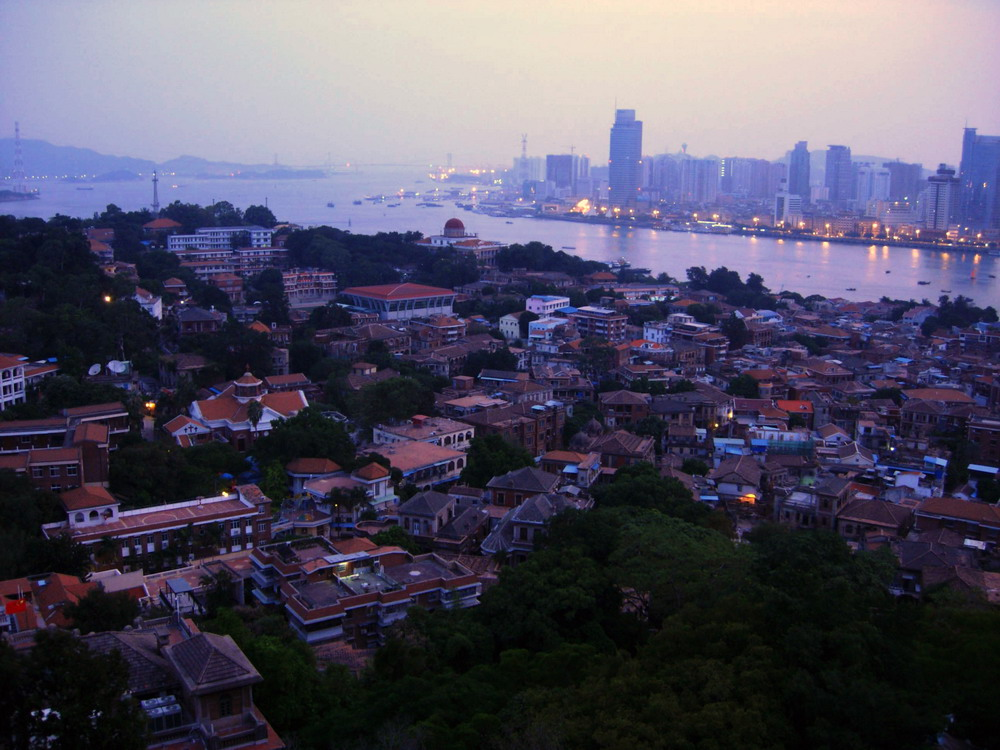
구랑위섬

푸젠성 남부의 구룡강 하구 부근에 위치하고 있으며, 아모이섬이나 구랑위섬(鼓浪嶼)을 포함한다. 다만 구랑섬에서 가까운 금문도는 중화민국의 영토이다. 대만 해협을 건너 중화민국의 타이완과도 접하고 있다.

## 기후
샤먼은 몬순 습윤 아열대 기후다. 여름은 덥고 습하며, 7~8월에는 평균 32 °C까지 올라가고, 겨울은 습하고 차며 1월에서 2월은 10 °C 에 이른다. 보통 5월에서 11월까지 4~5번의 태풍이 몰아친다. 가장 더울 때는 39 °C까지 기록하고, 가장 추운 겨울에는 2 °C까지 내려간다. 연간 평균 강수량은 1,300mm 정도로 강한 북동풍이 자주 분다.
| 샤먼시 (1991년~2020년)의 기후 | 샤먼시 (1991년~2020년)의 기후 | 샤먼시 (1991년~2020년)의 기후 | 샤먼시 (1991년~2020년)의 기후 | 샤먼시 (1991년~2020년)의 기후 | 샤먼시 (1991년~2020년)의 기후 | 샤먼시 (1991년~2020년)의 기후 | 샤먼시 (1991년~2020년)의 기후 | 샤먼시 (1991년~2020년)의 기후 | 샤먼시 (1991년~2020년)의 기후 | 샤먼시 (1991년~2020년)의 기후 | 샤먼시 (1991년~2020년)의 기후 | 샤먼시 (1991년~2020년)의 기후 | 샤먼시 (1991년~2020년)의 기후 |
| 월                            | 1월                           | 2월                           | 3월                           | 4월                           | 5월                           | 6월                           | 7월                           | 8월                           | 9월                           | 10월                          | 11월                          | 12월                          | 연간                          |
| ----------------------------- | ----------------------------- | ----------------------------- | ----------------------------- | ----------------------------- | ----------------------------- | ----------------------------- | ----------------------------- | ----------------------------- | ----------------------------- | ----------------------------- | ----------------------------- | ----------------------------- | ----------------------------- |
| 역대 최고 기온 °C (°F)        | 28.4 (83.1)                   | 28.4 (83.1)                   | 29.6 (85.3)                   | 33.6 (92.5)                   | 35.4 (95.7)                   | 36.1 (97.0)                   | 39.2 (102.6)                  | 39.0 (102.2)                  | 35.4 (95.7)                   | 36.0 (96.8)                   | 31.4 (88.5)                   | 27.9 (82.2)                   | 39.2 (102.6)                  |
| 일평균 최고 기온 °C (°F)      | 17.5 (63.5)                   | 17.9 (64.2)                   | 20.2 (68.4)                   | 24.3 (75.7)                   | 27.6 (81.7)                   | 30.1 (86.2)                   | 32.5 (90.5)                   | 32.2 (90.0)                   | 30.8 (87.4)                   | 27.7 (81.9)                   | 24.1 (75.4)                   | 19.5 (67.1)                   | 25.4 (77.7)                   |
| 일일 평균 기온 °C (°F)        | 13.1 (55.6)                   | 13.5 (56.3)                   | 15.6 (60.1)                   | 19.8 (67.6)                   | 23.4 (74.1)                   | 26.4 (79.5)                   | 28.3 (82.9)                   | 28.0 (82.4)                   | 26.7 (80.1)                   | 23.5 (74.3)                   | 19.8 (67.6)                   | 15.3 (59.5)                   | 21.1 (70.0)                   |
| 일평균 최저 기온 °C (°F)      | 10.5 (50.9)                   | 10.8 (51.4)                   | 12.8 (55.0)                   | 16.8 (62.2)                   | 20.8 (69.4)                   | 24.0 (75.2)                   | 25.6 (78.1)                   | 25.3 (77.5)                   | 24.1 (75.4)                   | 20.9 (69.6)                   | 17.1 (62.8)                   | 12.6 (54.7)                   | 18.4 (65.2)                   |
| 역대 최저 기온 °C (°F)        | 2.0 (35.6)                    | 2.6 (36.7)                    | 2.5 (36.5)                    | 6.4 (43.5)                    | 12.2 (54.0)                   | 16.3 (61.3)                   | 20.7 (69.3)                   | 21.4 (70.5)                   | 16.7 (62.1)                   | 13.3 (55.9)                   | 7.5 (45.5)                    | 1.5 (34.7)                    | 1.5 (34.7)                    |
| 평균 강수량 mm (인치)         | 42.0 (1.65)                   | 70.2 (2.76)                   | 98.5 (3.88)                   | 120.1 (4.73)                  | 171.0 (6.73)                  | 203.2 (8.00)                  | 130.5 (5.14)                  | 215.6 (8.49)                  | 121.7 (4.79)                  | 49.0 (1.93)                   | 36.7 (1.44)                   | 42.7 (1.68)                   | 1,301.2 (51.22)               |
| 평균 강우일수 (≥ 0.1 mm)      | 7.1                           | 9.3                           | 12.8                          | 12.2                          | 14.5                          | 14.7                          | 9.5                           | 11.5                          | 8.7                           | 3.2                           | 4.6                           | 5.7                           | 121.0                         |
| 평균 상대 습도 (%)            | 73                            | 77                            | 78                            | 79                            | 82                            | 85                            | 80                            | 80                            | 75                            | 67                            | 70                            | 70                            | 76                            |
| 평균 월간 일조시간            | 131.0                         | 106.5                         | 109.0                         | 126.6                         | 137.1                         | 160.8                         | 241.9                         | 205.9                         | 182.1                         | 189.3                         | 157.3                         | 145.5                         | 1,893                         |
| 가능 일조율                   | 39                            | 33                            | 29                            | 33                            | 33                            | 39                            | 58                            | 52                            | 50                            | 53                            | 48                            | 44                            | 43                            |
| 출처: 중국기상국              |                               |                               |                               |                               |                               |                               |                               |                               |                               |                               |                               |                               |                               |

## 경제

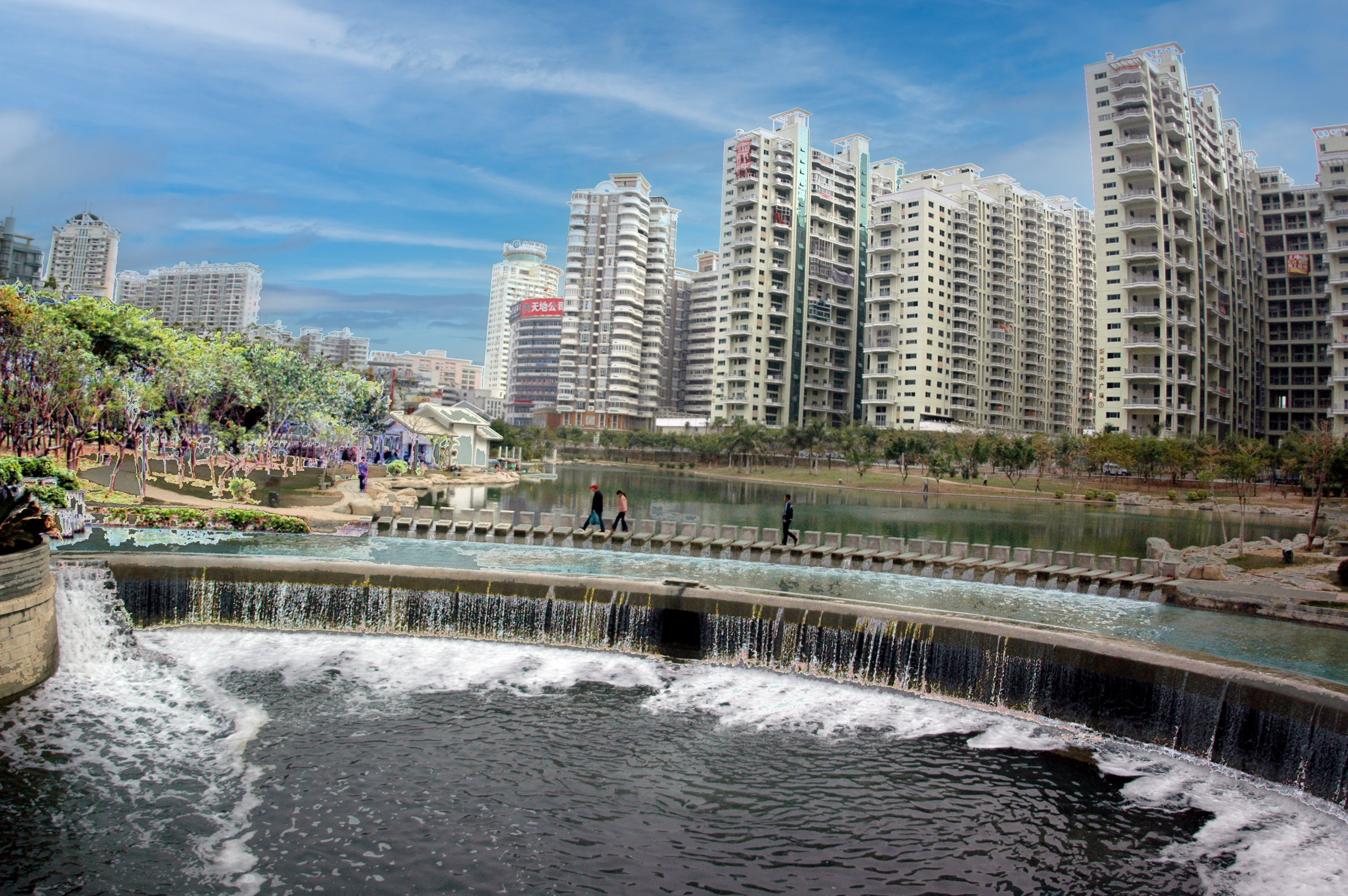

샤먼에 특별경제구가 설치된 이래로 외국인 직접 투자가 개방되었고, 많은 직업과 공장 그리고 지역 기업과 다국적 기업을 위한 수출 기회가 만들어졌다. 샤먼은 특히 홍콩, 마카오, 타이완의 자본 투자 유치에 이점이 있다. 샤먼의 주요 경제 활동은 어업, 조선, 식품 가공, 방직, 공작 기계 제조, 화학 공업, 통신, 금융 서비스를 포함한다.
샤먼시는 외국인 투자자들에게 우호적인 도시로 지정되었다. 2008년에 총 356개의 외국인 직접 투자계획이 승인되었고 계약상의 외국인 투자액은 18억 9,600만 달러이고 사실상의 외국인 투자액은 20억 4,200만 달러였다.
1992년에 샤먼은 중국 도시 종합 평가에서 상위 10개 도시 안에 들었고, GDP는 해마다 20% 이상 증가하고 있다. 2008년 샤먼의 총 GDP는 1,560억 위안으로 예년에 비해 11.1%이상 성장하였고 1인당 GDP는 62,651위안(9,173달러)였다. 더많은 경제 개혁이 도입으로 2008년 수출입 총량은 454억 달러였고 수출 총량은 294억 달러였다.
샤먼은 또한 중국 본토로의 외국인 직접 투자 유치를 위한 중국투자교역박람회를 해마다 9월 초에 개최한다.
중국의 상용차 제조업체인 킹롱과 골든드래곤의 본사가 샤먼에 있다.

## 행정 구역
샤먼은 6개의 시할구를 관할한다.
|                        | 행정 구역 |             |         | 인구  | 면적 |
| ---------------------- | --------- | ----------- | ------- | ----- | ---- |
| 이름                   | 한자      | 병음        | 2007년  | km2   |      |
| 샤먼 도시 지역         |           |             |         |       |      |
| 후리구                 | 湖里区    | Húlǐ Qū     | 676,400 | 63.41 |      |
| 쓰밍구                 | 思明区    | Sīmíng Qū   | 736,400 | 73.14 |      |
| 샤먼 교외 및 외곽 지역 |           |             |         |       |      |
| 하이창구               | 海沧区    | Hǎicāng Qū  | 143,000 | 155   |      |
| 지메이구               | 集美区    | Jíměi Qū    | 340,000 | 276   |      |
| 퉁안구                 | 同安区    | Tóng'ān Qū  | 548,200 | 658   |      |
| 샹안구                 | 翔安区    | Xiáng'ān Qū | 260,000 | 352   |      |

후리구와 쓰밍구는 경제특구이다.
2003년 5월에 구랑위섬과 카이위안구가 합쳐졌고 싱린구(杏林区)는 지메이구와 합쳐졌고 퉁안구의 일부가 샹안구로 새로 만들어지게 되었다.

## 교통

### 항공
- 샤먼 가오치 국제공항이 있으며, 샤먼 항공의 허브다.
- 택시를 공항에서 도시까지 이용가능하다. 택시 요금은 약 8~50위안이다. 택시는 도시의 대부분 지역에서 쉽게 부를 수 있다.
- 페리가 샤먼섬과 구랑위섬을 연결한다.
- 네 개의 주요 교량이 샤먼섬과 중국 본토를 연결한다.
- 버스 요금은 대중 교통의 중요한 부분을 차지하고 요금은 1~2위안 정도이다.
- 많은 사람들이 자전거를 곳곳에서 자전거를 타고 다닌다. 중국 대부분의 도시들이 오토바이와 모터 자전거가 주요한 교통 수단인 것과 달리 샤먼에서는 그러한 것들이 허용되지 않는다.

### 철도
- 샤먼 역 (중국철로고속 이용가능)
- 샤먼 북역 (중국철로고속 이용가능)

### 지하철
- 샤먼 궤도교통

### 시내교통
- 샤먼 지하철 1호선

## 교육

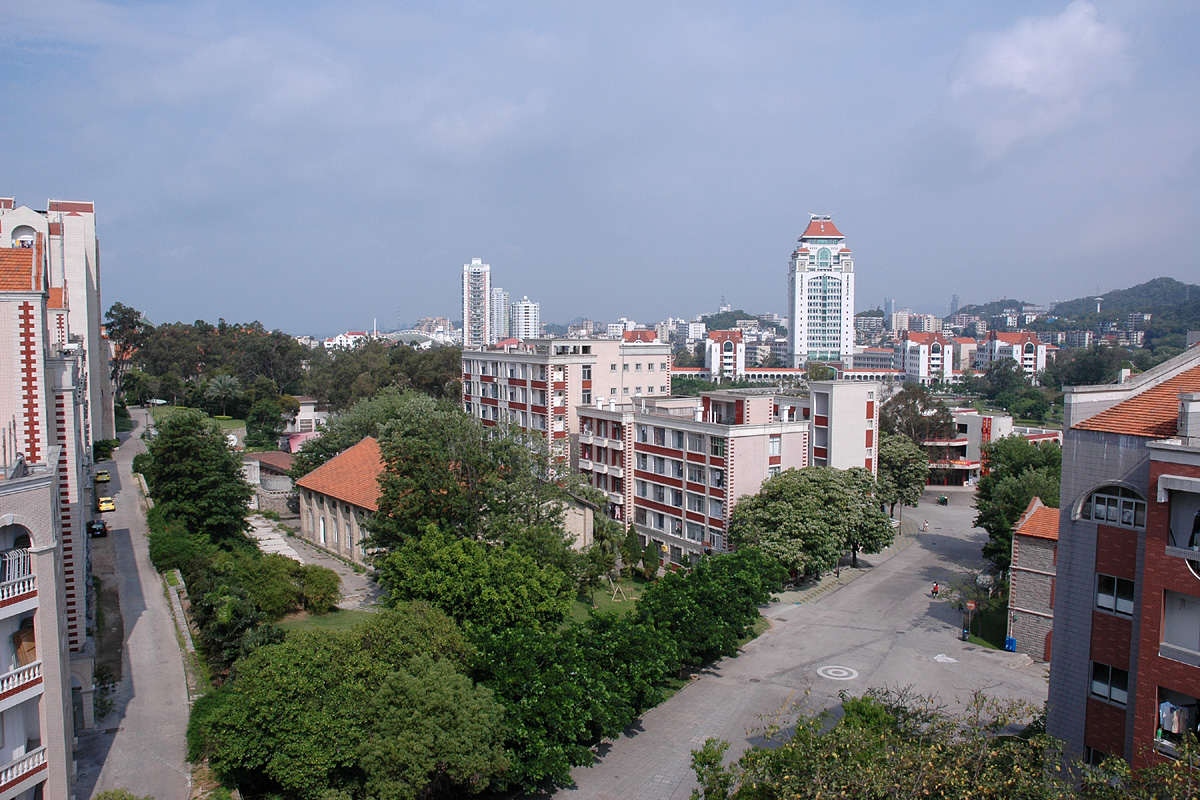
샤먼 대학의 캠퍼스

- 국립
  - 샤먼 대학 (1921)

- 공립
  - 샤먼 이공학원
  - 지메이 대학

- 사립
  - 샤먼난양학원

## 관광

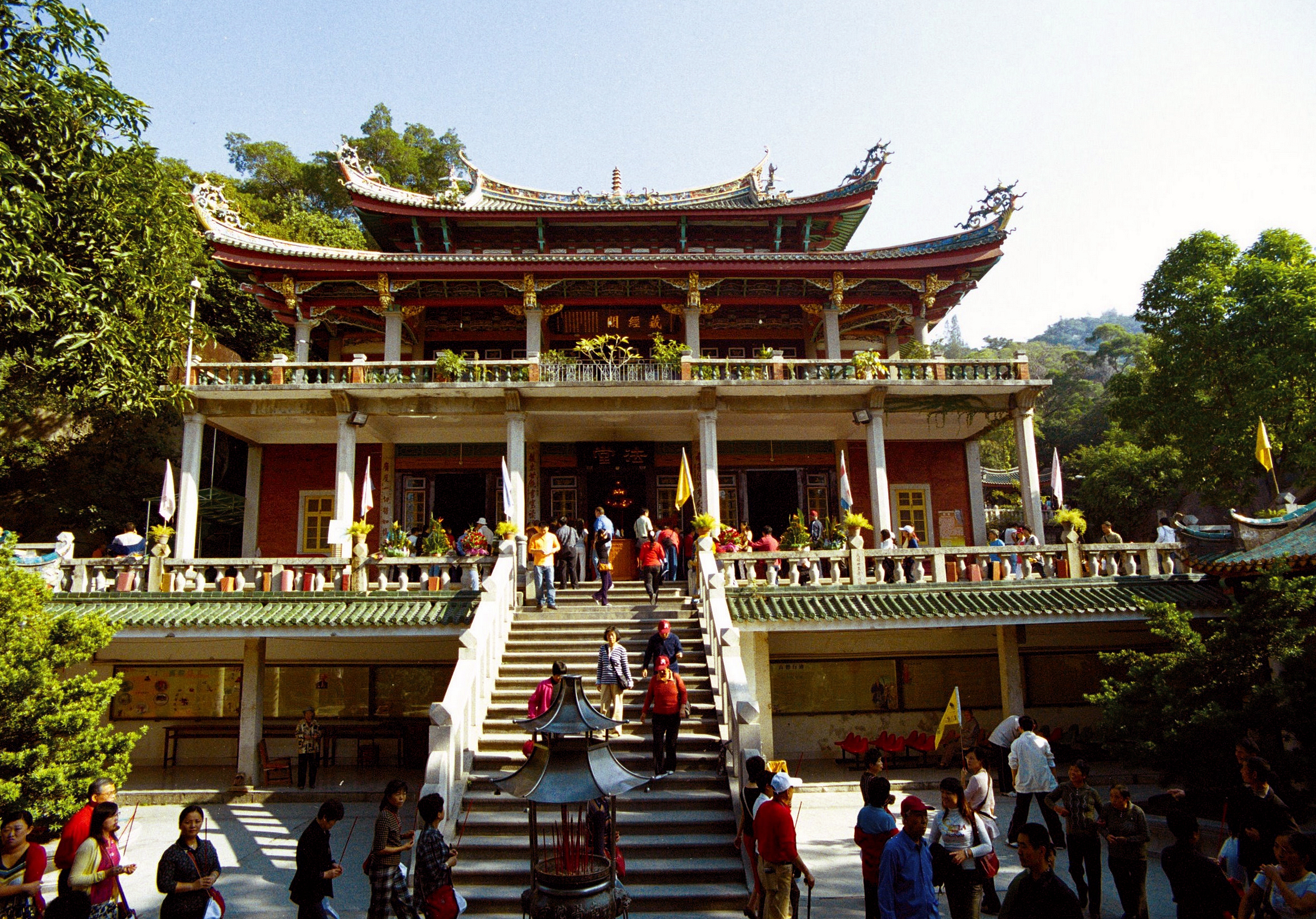
남보타사

- 중산공원
- 둥안(同安)
- 남보타사(南普陀寺)
- 고항도(鼓浪屿)

## 자매도시
- 대한민국 목포시
- 일본 사세보시
- 영국 카디프
- 필리핀 세부
- 미국 볼티모어
- 뉴질랜드 웰링턴
- 말레이시아 페낭
- 그리스 마라톤
- 멕시코 과달라하라
- 인도네시아 수라바야

## 우호교류 도시
- 대한민국 평택시

## 갤러리

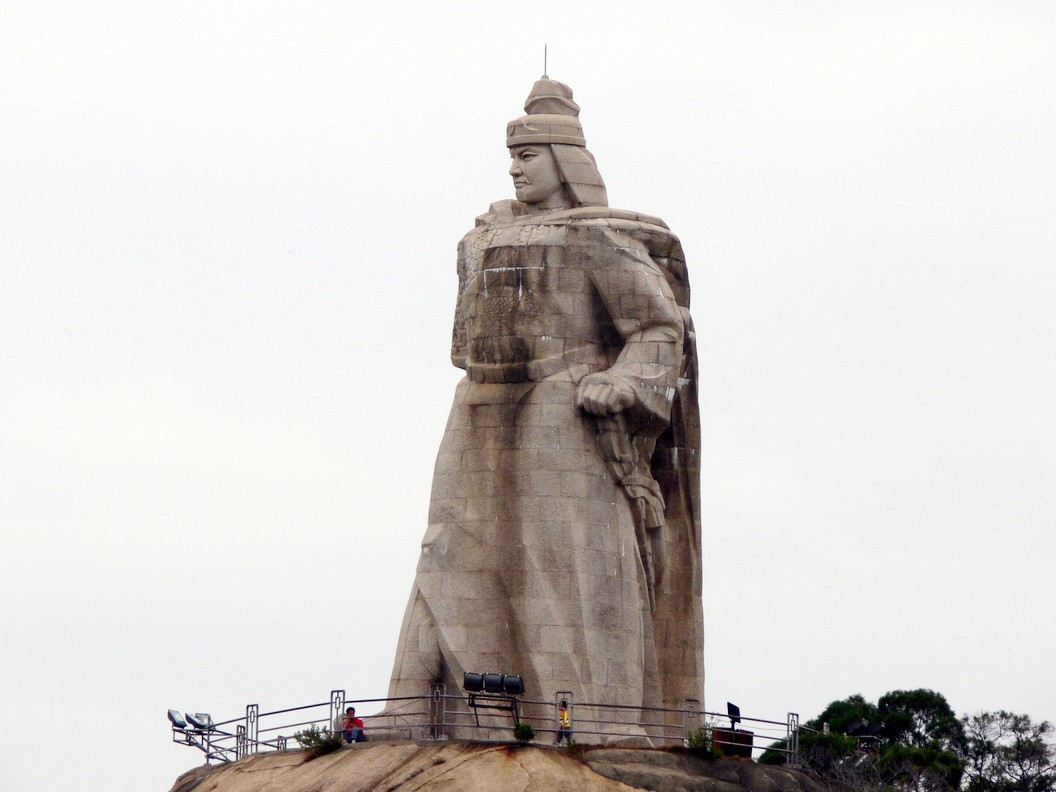
구랑위에 위치하고 있는 정성공의 동상
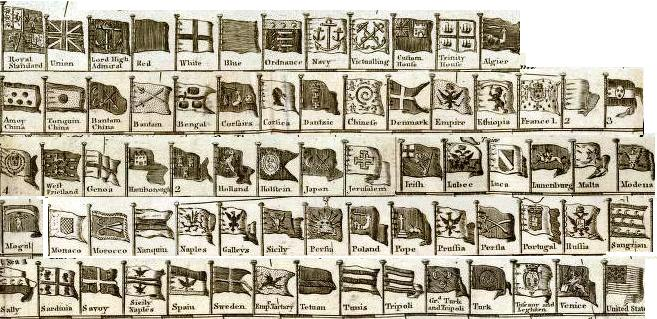
둘째줄의 1번째 깃발은 1787년에 발행된 지도에 기록된 아모이의 깃발인 것으로 드러남.
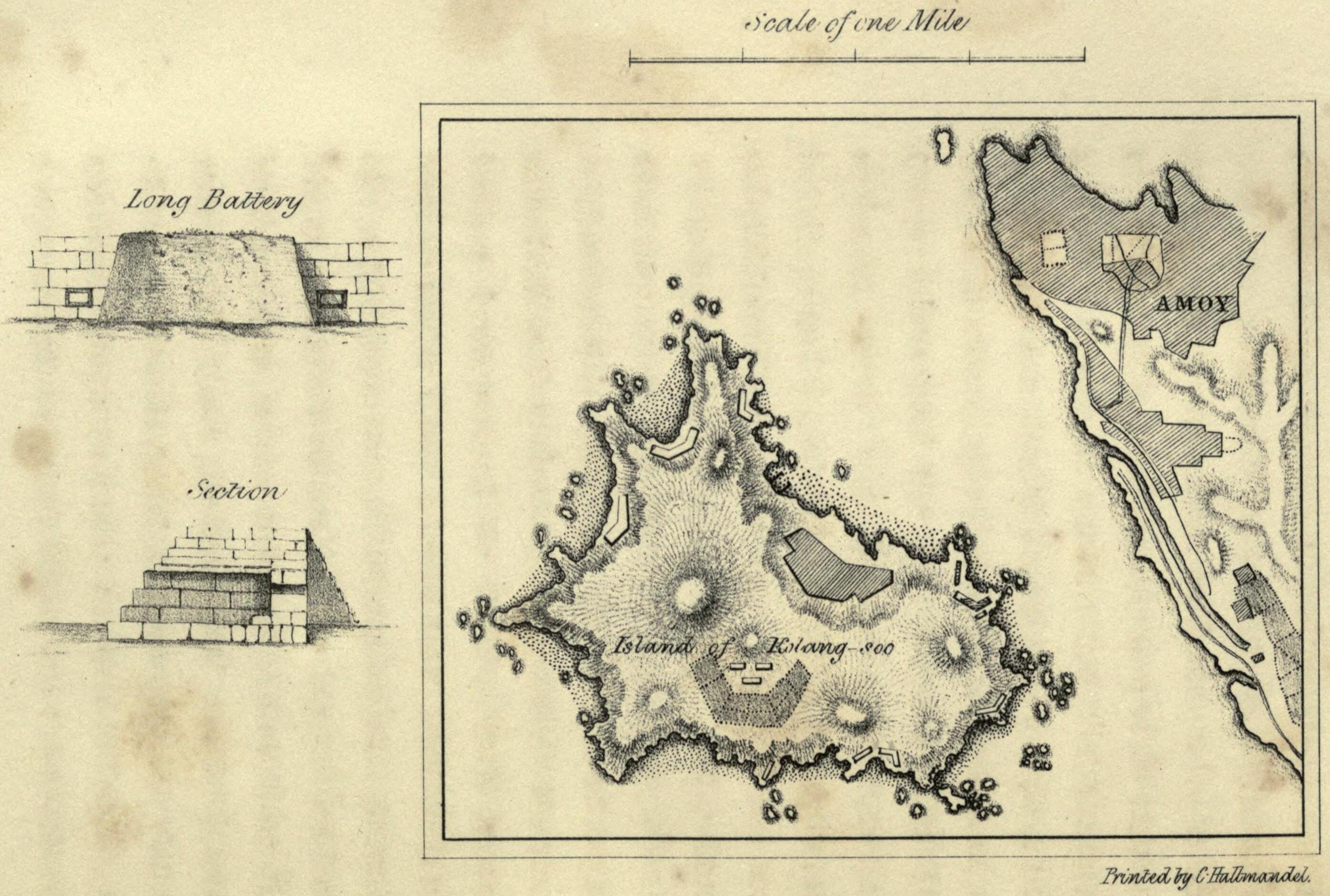
1844년 당시의 구랑위와 샤먼
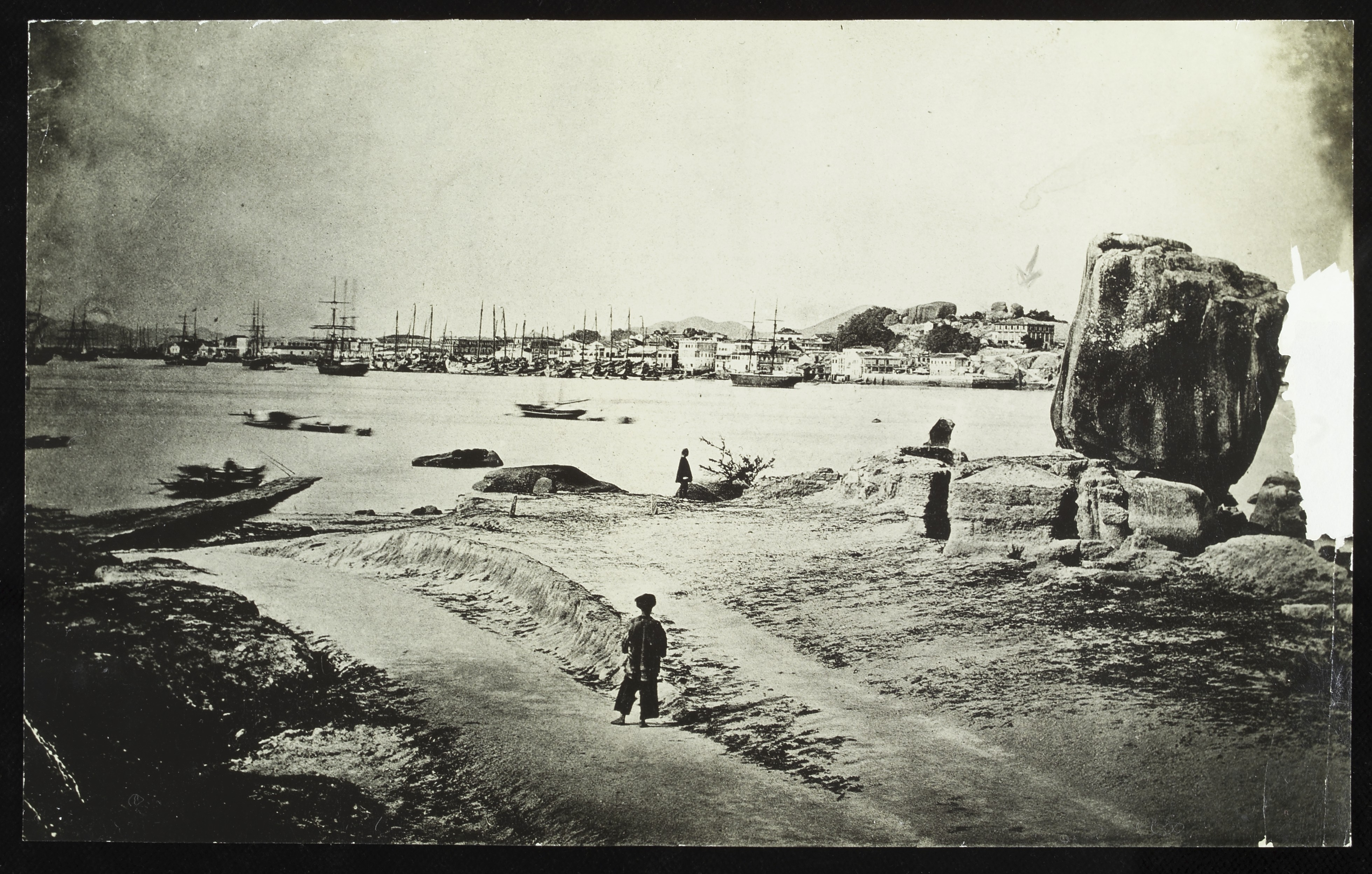
1874년 당시의 아모이와 구랑위의 항구와 마을 전경
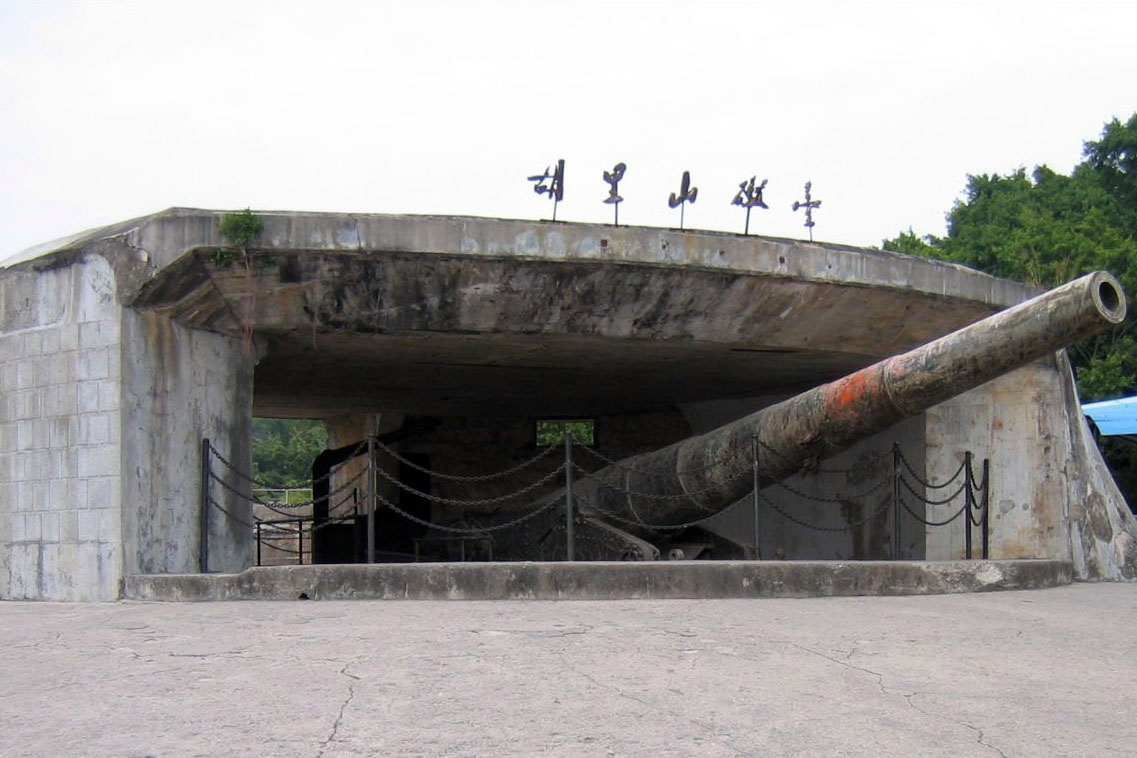
청나라 말엽 당시 샤먼을 보호하기 위해 설치한 훌리샨 배터리의 크루프
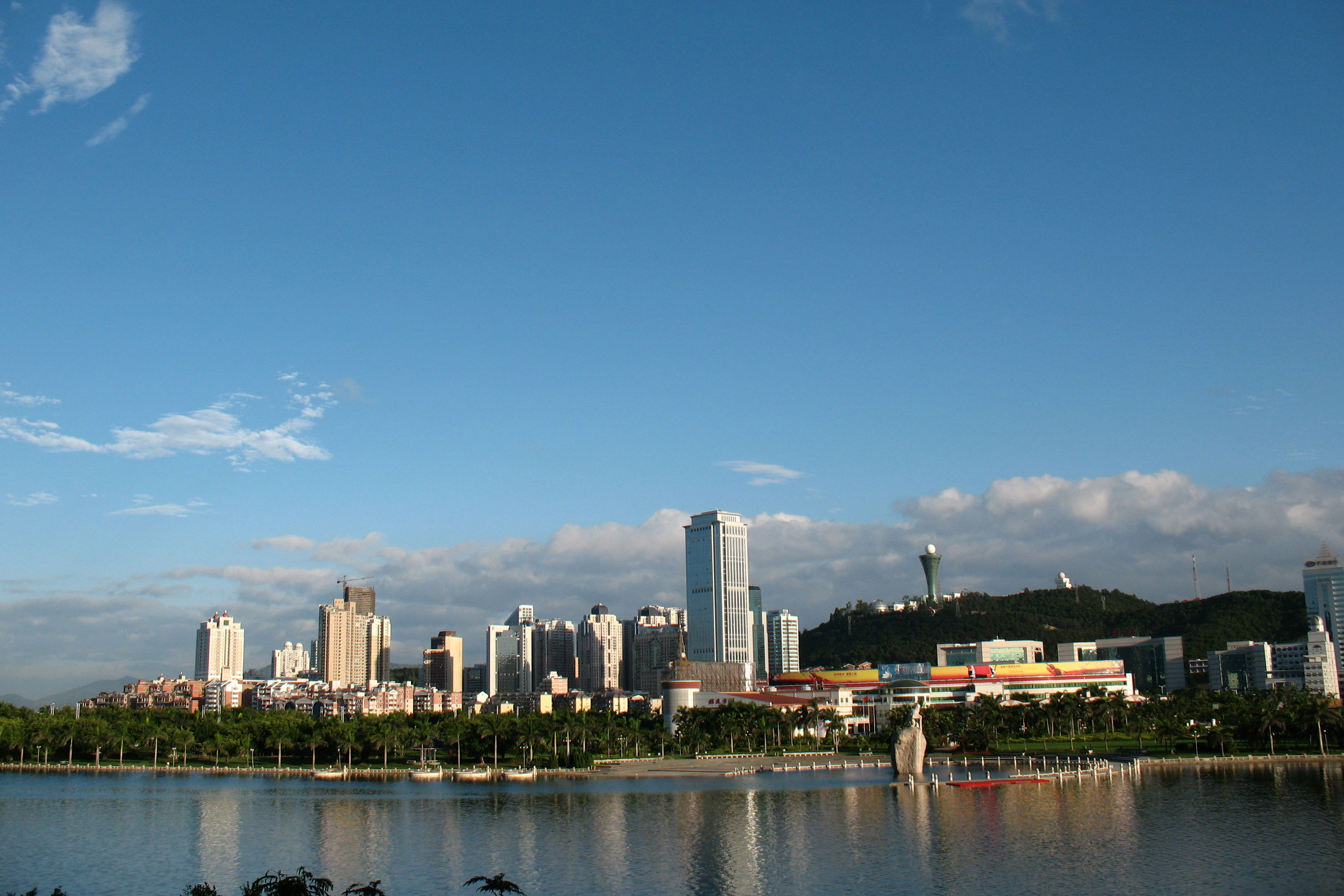
운당호 남쪽 해안에서 북쪽으로 바라보고 있는 쓰밍구의 전경
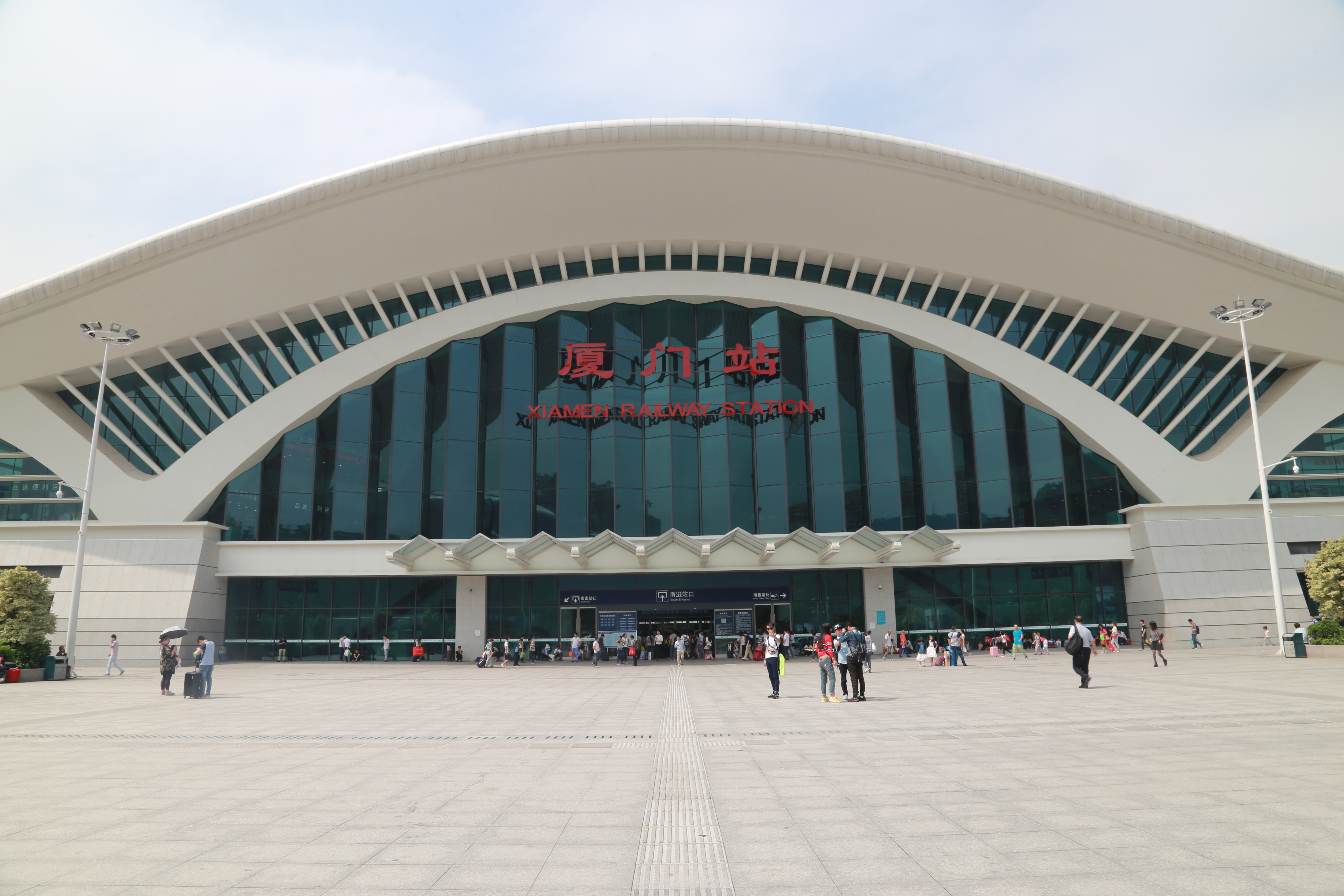
샤먼 철도역(중국어판)의 남쪽 출입구
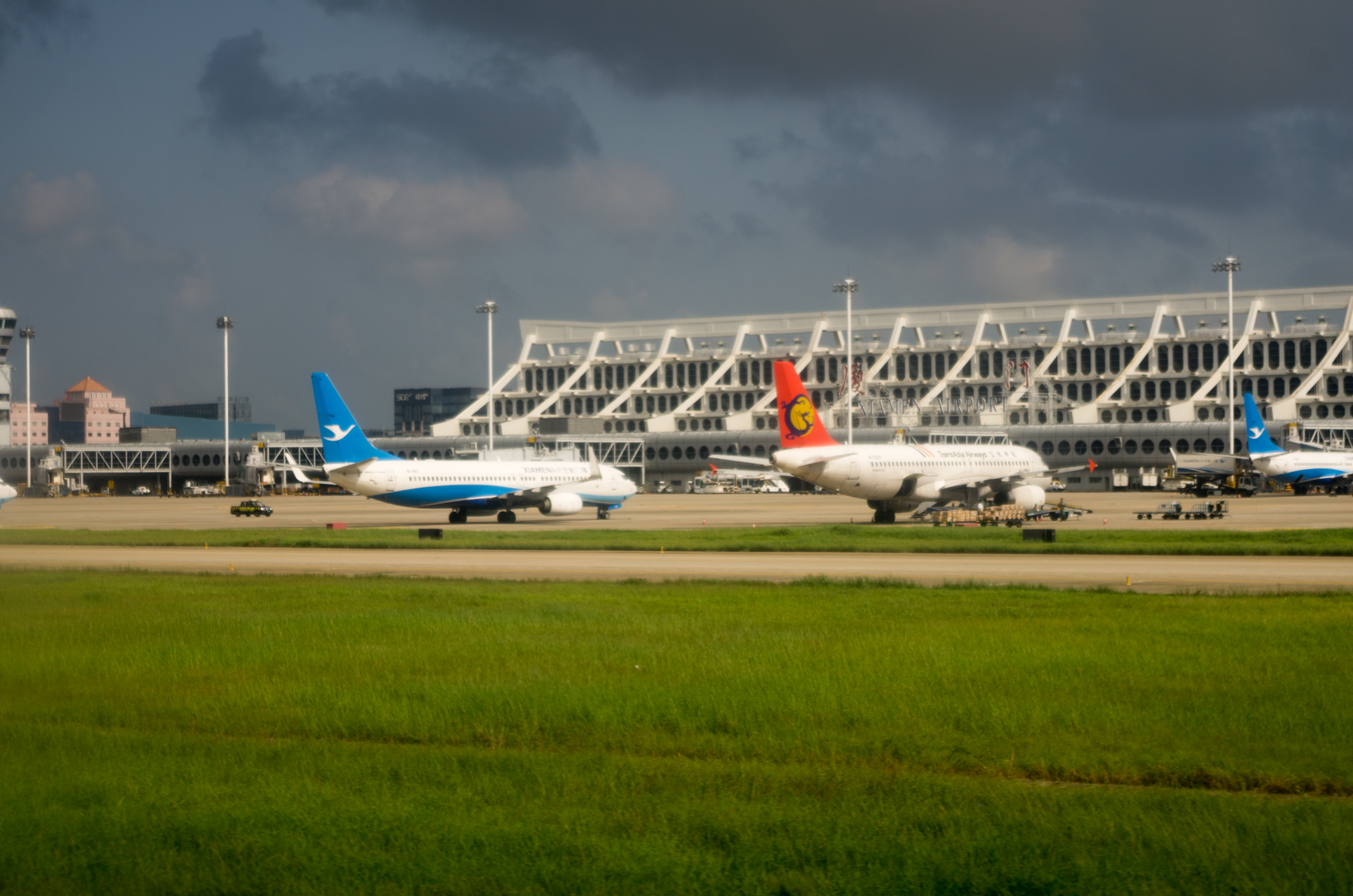
샤먼 가오치 국제공항에 주기중인 샤먼 항공 소속 보잉 737의 백로 특별 도색 항공기
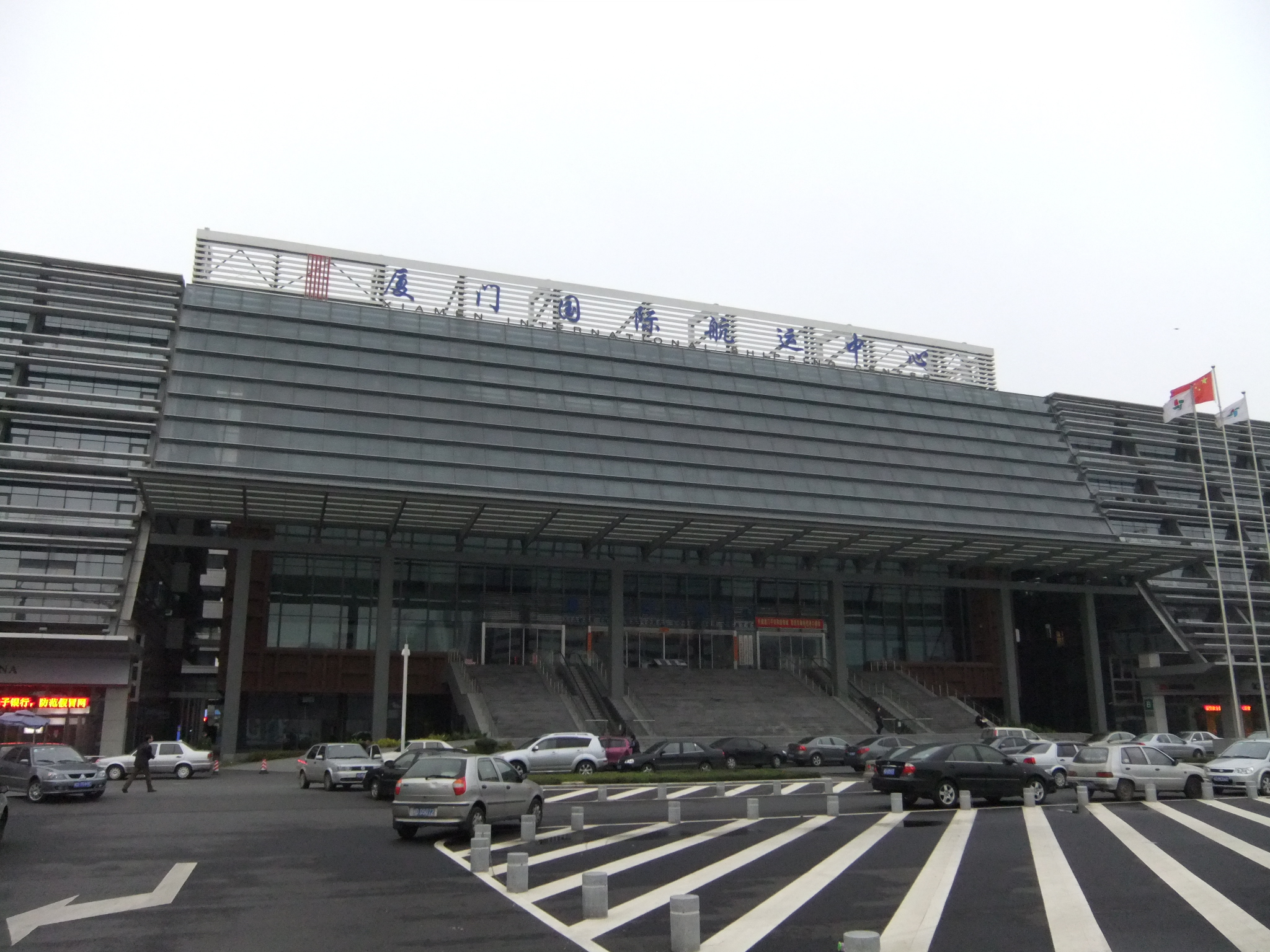
샤먼항 행정부 본부 전경
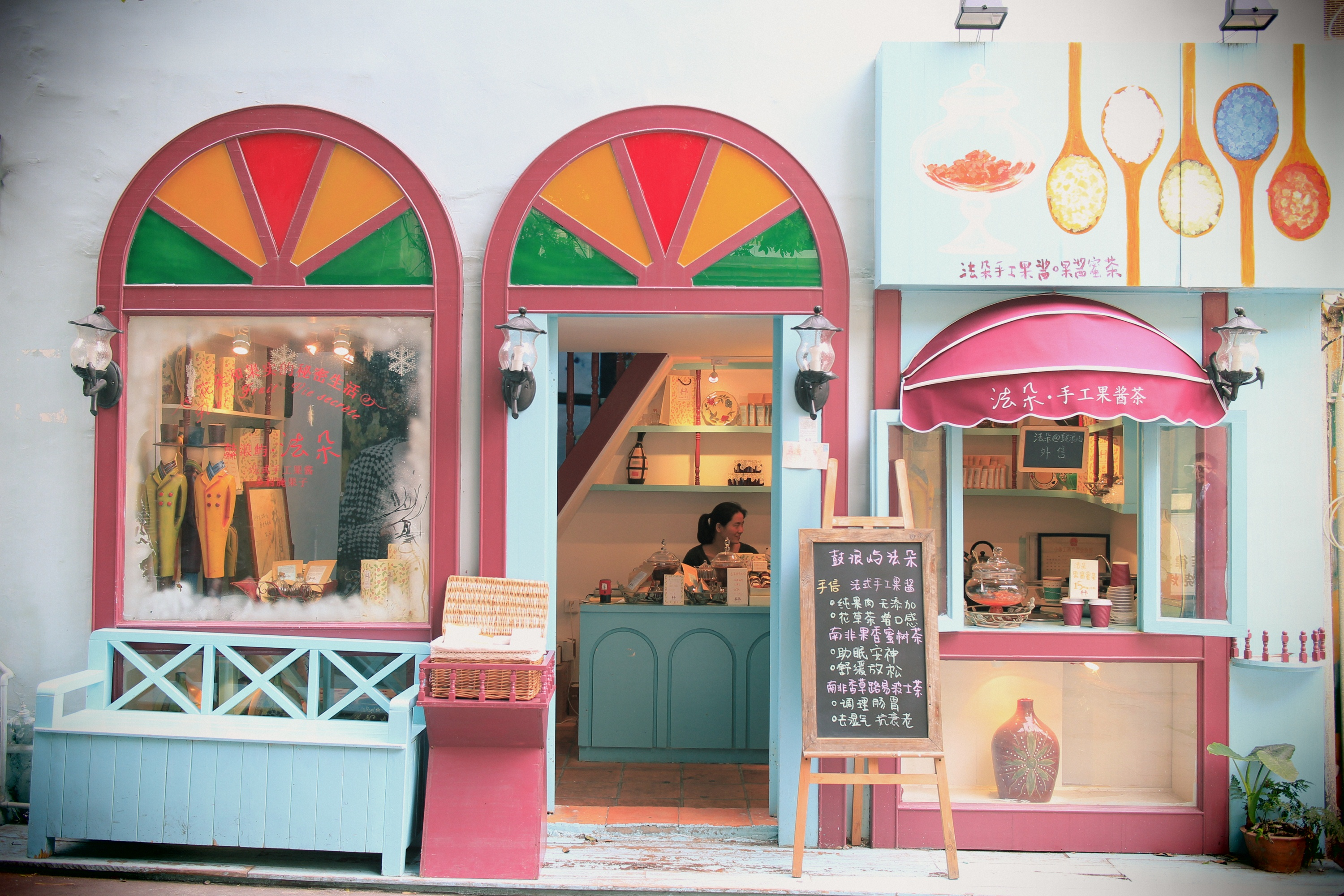
굴랑위의 한 지역 소재 가게
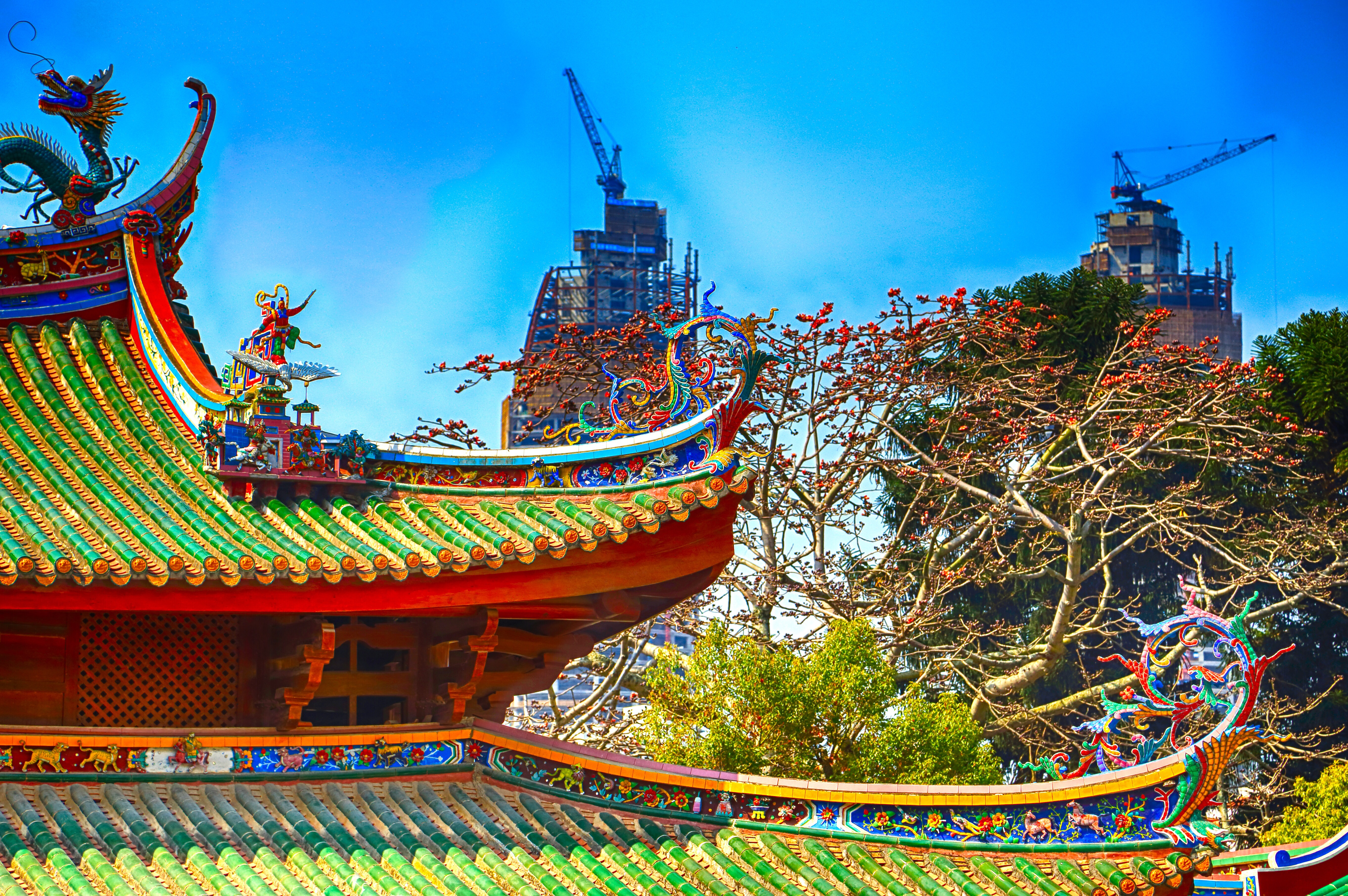
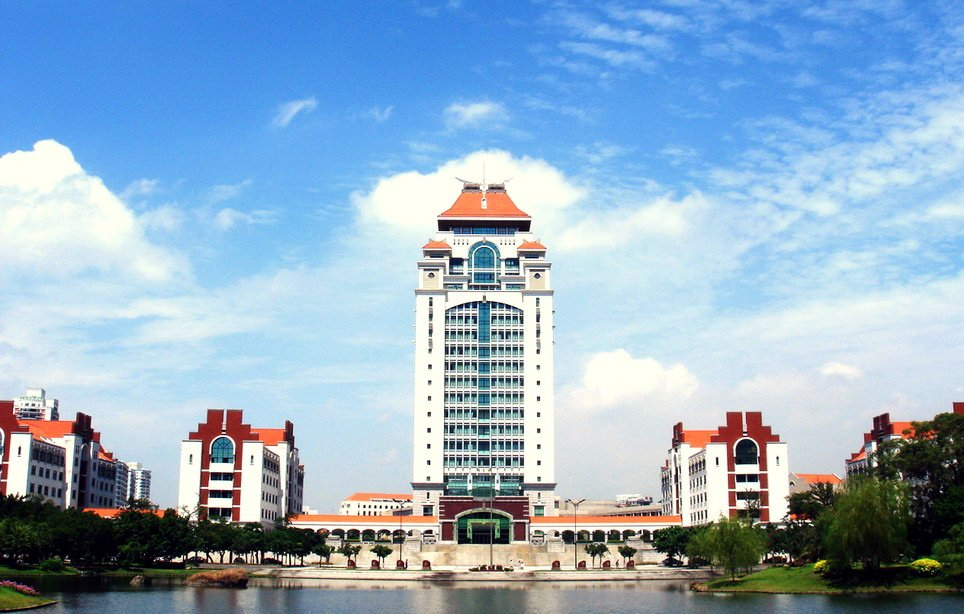
샤먼 대학 전경
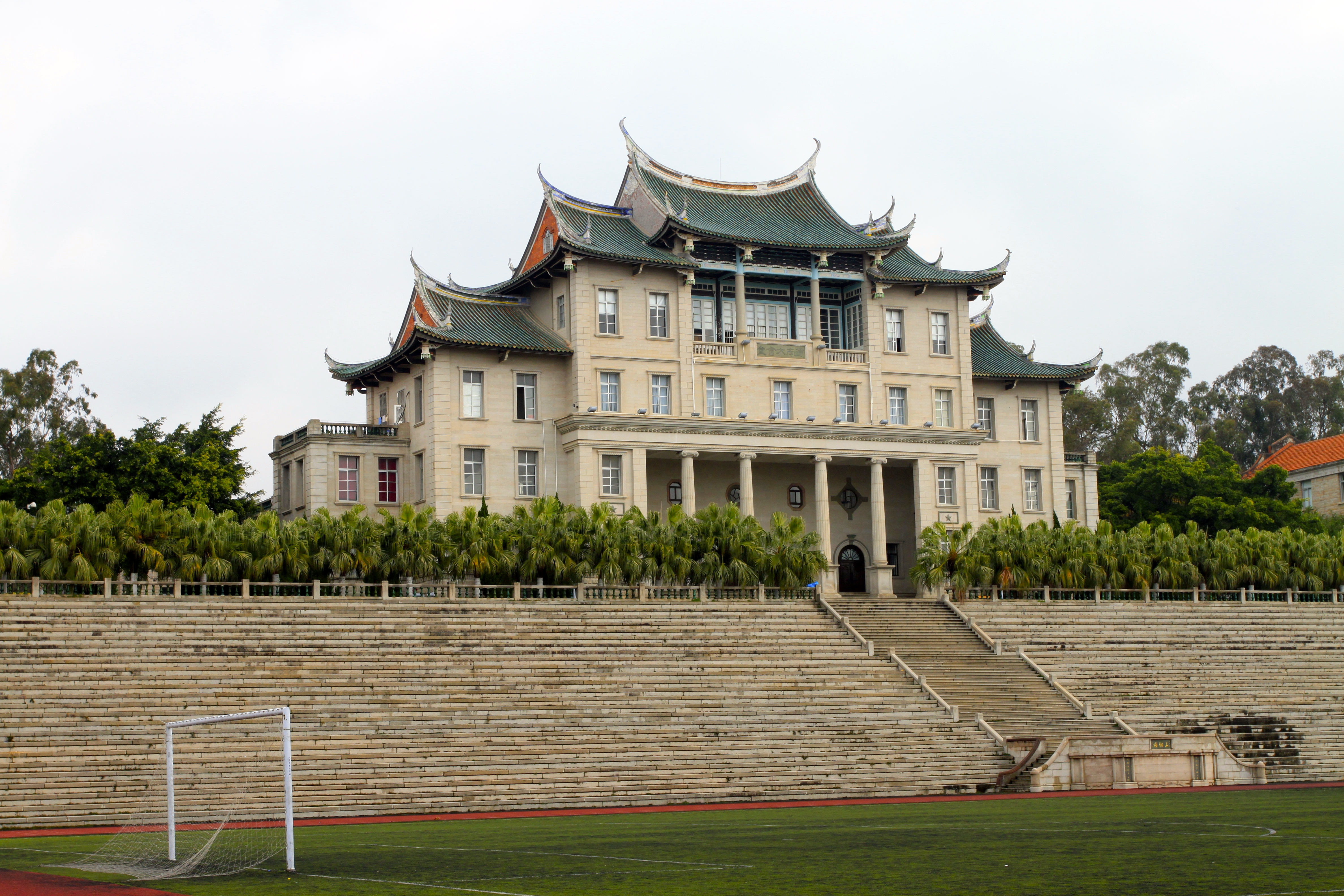
샤먼 대학 지안난 강당